# أرسينيوس الكبير
أرسينيوس الشماس، المعروف أحيانًا باسم أرسينيوس الإسقيط والتوراة، أرسينيوس الروماني أو أرسينيوس الكبير، كان معلمًا إمبراطوريًا رومانيًا أصبح راهبا في مصر، وأحد أكثر آباء الصحراء احترامًا، وكانت تعاليمه مؤثرة كثيرًا على تطور الزهد والحياة التأملية.
لقد أعجب به معاصروه كثيرًا لدرجة أنهم أطلقوا عليه لقب "العظيم". ويتم الاحتفال بعيده يوم 8 مايو في الكنيسة الأرثوذكسية الشرقية، وفي الكنيسة الرومانية الكاثوليكية، وفي يوم 13 بشنسًا في الكنيسة القبطية الأرثوذكسية.

## سيرة شخصية
ولد عام 350 م في روما لعائلة مسيحية رومانية في مجلس الشيوخ. تلقى تعليماً جيداً، ودرس البلاغة والفلسفة، وأتقن اللغتين اللاتينية واليونانية. وبعد وفاة والديه، دخلت أخته أفروسيتي في جماعة العذارى، وأعطى كل ثرواتهم للفقراء، وعاش حياة النسك. واشتهر أرسينيوس بصلاحه وحكمته.
يقال إن أرسينيوس قد رشم شماس من قبل البابا داماسوس الأول الذي أوصى به للإمبراطور البيزنطي ثيودوسيوس الأول الكبير، الذي طلب من الإمبراطور جراتيان والبابا داماسوس حوالي عام 383 أن يجدوه في الغرب معلمًا لأبنائه (الأباطرة المستقبليين أركاديوس وهونوريوس). اختير أرسينيوس على أساس كونه رجلاً واسع الاطلاع في الأدب اليوناني. وصل إلى القسطنطينية عام 383، واستمر كمدرس في العائلة الإمبراطورية لمدة أحد عشر عامًا، خلال الثلاثة الأخيرة منها كان مسؤولًا أيضًا عن تلميذه الأصلي، شقيق أركاديوس، هونوريوس. وعندما جاء ذات يوم ليرى أبناءه في دراستهم، وجدهم ثيودوسيوس جالسين بينما كان أرسينيوس يحدثهم واقفين. لم يكن يتسامح مع هذا الأمر، وجعل المعلم يجلس والتلاميذ يقفون. عند وصوله إلى البلاط، حصل أرسينيوس على مؤسسة رائعة، وربما لأن الإمبراطور رغب في ذلك، عاش في أبهة عظيمة. وأثناء إقامته في قصر الإمبراطور، أعطاه الله نعمة أمام الجميع، فأحبه الجميع. لقد عاش حياة مترفة في القصر، لكنه شعر طوال الوقت بميل متزايد إلى نبذ العالم. وخرج من القسطنطينية وجاء عن طريق البحر إلى الإسكندرية وهرب إلى البرية. ولما قدم نفسه لأول مرة إلى مقار الكبير أبى رهبان وادي النطرون، أوصاه برعاية ابو يحنّس القصير لتجربته.
وفي وقت ما حوالي عام 400 انضم إلى رهبان الصحراء في وادي النطرون بمصر، وطلب أن يُقبل بين المتوحدين الذين يسكنون هناك. جون القزم، الذي نقل إلى زنزانته، على الرغم من تحذيره مسبقًا من جودة زائره، لم ينتبه إليه وتركه واقفًا بمفرده بينما دعا الباقي للجلوس على الطاولة. وعندما انتهت الوجبة إلى منتصفها، ألقى أمامه بعض الخبز، وأمره بنوع من اللامبالاة أن يأكل إذا أراد. التقط أرسينيوس الخبز بخنوع وأكل وهو جالس على الأرض. وقد اقتنع يوحنا بهذا الدليل على التواضع، وأبقاه تحت إشرافه وحوّله إلى الرهبنة.
في عام 434، أُجبر على المغادرة بسبب الغارات على الأديرة والمناسك هناك من قبل المازيسيس (رجال قبائل من ليبيا). انتقل إلى ترو (بالقرب من منف)، وقضى أيضًا بعض الوقت في جزيرة كانوب (قبالة الإسكندرية). أمضى الخمسة عشر عامًا التالية يتجول في البرية الصحراوية قبل أن يعود إلى ترو ليموت ج. 445 عن عمر يناهز 95 عامًا.

خلال الخمسة والخمسين عامًا من حياته المنعزلة، كان دائمًا هو الأكثر تواضعًا على الإطلاق، وبالتالي عاقب نفسه على غروره السابق في العالم. وبالمثل، للتكفير عن استعمال العطور في البلاط، لم يغير قط الماء الذي رطب فيه سعف النخيل الذي صنع منه الحصير، بل صب عليه فقط الماء العذب كما هدر، مما جعله نتنة في أقصى. حتى أثناء قيامه بالعمل اليدوي، لم يهدأ أبدًا في طلبه للصلاة. في جميع الأوقات كانت دموع التفاني الغزيرة تتساقط من عينيه. لكن أكثر ما ميزه هو انقطاعه من كل ما قد يقطع اتحاده بالله. وعندما اكتشف مكان اعتكافه، بعد بحث طويل، لم يرفض فقط العودة إلى البلاط والعمل كمستشار لتلميذه السابق، الإمبراطور الروماني الآن أركاديوس، ولكنه لم يرفض حتى أن يكون نفقته على الفقراء والأديرة. من الحي. لقد حرم نفسه دائمًا من الزوار، بغض النظر عن رتبهم وحالتهم، وترك لتلاميذه رعاية الترفيه عنهم. سيرة أرسينيوس كتبها ثيودور الستوديت.
كان أرسينيوس رجلاً هادئًا جدًا وصامتًا في كثير من الأحيان، كما يتضح من قول مأثور له: "لقد ندمت مرات عديدة عن الكلام، لكنني لم أندم أبدًا عن التزامي الصمت".

## أعمال
لا يزال اثنان من كتاباته موجودين: دليل للحياة الرهبانية بعنوان διδασκανεσις και παραινεσις (تعليمات ونصائح)، وتعليق على إنجيل لوقا بعنوان εις τον πειρασθεν νομικος (في تجربة الناموس). وعدا عن ذلك فإن أقوالاً كثيرة منسوبة إلى أرسينيوس آره الواردة في أبوفثيجماتا باتروم.